# Фуртванген-ім-Шварцвальд
Фуртванген-ім-Шварцвальд (нім. Furtwangen im Schwarzwald) — місто в Німеччині, знаходиться в землі Баден-Вюртемберг. Підпорядковується адміністративному округу Фрайбург. Входить до складу району Шварцвальд-Бар.
Площа — 82,57 км2. Населення становить 8960 ос. (станом на 31 грудня 2020).